# Miguel Márquez (Fußballspieler)
Miguel Márquez, vollständiger Name Miguel Ángel Márquez Machado, (* 16. Oktober 1987 in Young) ist ein uruguayischer Fußballspieler.

## Karriere
Der 1,78 Meter große Mittelfeldakteur Márquez gehörte von 2009 bis Juli 2011 dem Kader des Erstligisten Danubio FC an. In der Spielzeit 2009/10 absolvierte er für die Montevideaner vier Partien in der Primera División und erzielte einen Treffer. Sodann schloss er sich zunächst auf Leihbasis dem in Las Piedras beheimateten Verein Juventud an. In der Saison 2011/12 traf er dort einmal bei 22 Zweitligaeinsätzen ins gegnerische Tor. Anschließend wurde er durch den Klub fest verpflichtet. In der Erstligasaison 2012/13 lief er 13-mal (ein Tor) und in der Spielzeit 2013/14 zweimal (kein Tor) in der höchsten uruguayischen Spielklasse auf. Im Januar 2014 wechselte er zum Ligakonkurrenten Club Atlético Rentistas, für den er bis Saisonende 2013/14 weitere elf Erstligaspiele (kein Tor) bestritt. Nach der Clausura 2014 wurde er bei Rentistas zunächst als Abgang ohne Zielangabe vermeldet und schloss sich im August 2014 dem Club Deportivo Quevedo aus Ecuador an.